# Central League

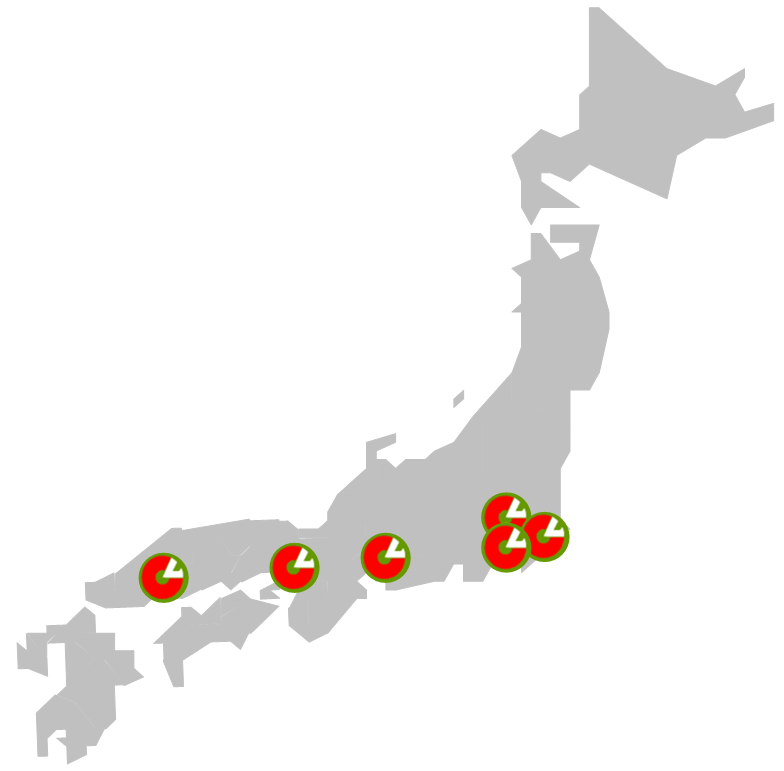
Spielorte der Central League

Die Central League (jap. セントラル・リーグ, Sentoraru Rīgu) oder Ce League (セリーグ, Se Rīgu) ist eine von zwei japanischen Profi-Baseball-Ligen.
Der Sieger der Central League spielt in der Japan Series gegen den Sieger der Pacific League den japanischen Baseball-Meister aus.

## Geschichte
Die Central League wurde im Jahr 1949 mit acht Teams gegründet.
Im Jahr 2007 wurden die neuen Climax Series eingeführt.

## Modus
Trotz des Namens, der eine geografische Aufteilung vermuten lässt, kommen die Mannschaften aus verschiedenen Landesteilen. Die sechs Teams spielen von April bis September in (derzeit) 140 Spielen einen Meister aus. Die drei bestplatzierten Mannschaften nehmen an der Climax Series teil, deren Sieger in der Nihon Series (Japan Series) gegen den Vertreter der Pacific League in sieben Spielen um die japanische Meisterschaft antreten darf.

## Teams
| Team                   | Frühere Namen | Heutiger Spielort   |
| ---------------------- | --- | ------------------- |
| Hanshin Tigers         | Osaka Tigers (1950–1960) | Nishinomiya / Osaka |
| Chūnichi Dragons       | Nagoya Dragons (1951–1953) | Nagoya              |
| Tōkyō Yakult Swallows  | Kokutetsu Swallows (1950–1965) Sankei Swallows (1965) Sankei Atoms (1966–1968) Atoms (1969) Yakult Atoms (1970–1973) Yakult Swallows (1974–2005)        | Tōkyō               |
| Yokohama DeNA BayStars | Taiyō Whales (1950–1952, 1955–1977) Taiyō Shōchiku Whales (1953) Shōchiku Robins (1954) Yokohama Taiyō Whales (1978–1992) Yokohama BayStars (1993–2011) | Yokohama            |
| Yomiuri Giants         | Gründungsmitglied | Tōkyō               |
| Hiroshima Tōyō Carp    | Hiroshima Carp (1950–1967) | Hiroshima           |

### Historische Teams
| Team                 | Frühere Namen     | Letzter Spielort          | Auflösung                                    |
| -------------------- | ----------------- | ------------------------- | -------------------------------------------- |
| Nishi-Nippon Pirates | Gründungsmitglied | Heiwadai Yakyūjō, Fukuoka | 1951 Fusion mit den Nishitetsu Clippers (PL) |
| Shōchiku Robins      | Gründungsmitglied | Kinugasa Kyūjō, Kyōto     | 1953 Fusion mit den Taiyō Whales             |

## Sieger
Sieger der Regulären Saison:
- 2020 Yomiuri Giants
- 2019 Yomiuri Giants
- 2018 Hiroshima Toyo Carp
- 2017 Hiroshima Toyo Carp
- 2016 Hiroshima Toyo Carp
- 2015 Tokyo Yakult Swallows
- 2014 Yomiuri Giants
- 2013 Yomiuri Giants
- 2012 Yomiuri Giants
- 2011 Chunichi Dragons
- 2010 Chunichi Dragons
- 2009 Yomiuri Giants
- 2008 Yomiuri Giants
- 2007 Yomiuri Giants
- 2006 Chūnichi Dragons
- 2005 Hanshin Tigers
- 2004 Chūnichi Dragons
- 2003 Hanshin Tigers
- 2002 Yomiuri Giants
- 2001 Yakult Swallows
- 2000 Yomiuri Giants
- 1999 Chūnichi Dragons
- 1998 Yokohama BayStars
- 1997 Yakult Swallows
- 1996 Yomiuri Giants
- 1995 Yakult Swallows
- 1994 Yomiuri Giants
- 1993 Yakult Swallows
- 1992 Yakult Swallows
- 1991 Hiroshima Tōyō Carp
- 1990 Yomiuri Giants
- 1989 Yomiuri Giants
- 1988 Chūnichi Dragons
- 1987 Yomiuri Giants
- 1986 Hiroshima Tōyō Carp
- 1985 Hanshin Tigers
- 1984 Hiroshima Tōyō Carp
- 1983 Yomiuri Giants
- 1982 Chūnichi Dragons
- 1981 Yomiuri Giants
- 1980 Hiroshima Tōyō Carp
- 1979 Hiroshima Tōyō Carp
- 1978 Yakult Swallows
- 1977 Yomiuri Giants
- 1976 Yomiuri Giants
- 1975 Hiroshima Tōyō Carp
- 1974 Chūnichi Dragons
- 1973 Yomiuri Giants
- 1972 Yomiuri Giants
- 1971 Yomiuri Giants
- 1970 Yomiuri Giants
- 1969 Yomiuri Giants
- 1968 Yomiuri Giants
- 1967 Yomiuri Giants
- 1966 Yomiuri Giants
- 1965 Yomiuri Giants
- 1964 Hanshin Tigers
- 1963 Yomiuri Giants
- 1962 Hanshin Tigers
- 1961 Yomiuri Giants
- 1960 Taiyō Whales
- 1959 Yomiuri Giants
- 1958 Yomiuri Giants
- 1957 Yomiuri Giants
- 1956 Yomiuri Giants
- 1955 Yomiuri Giants
- 1954 Chūnichi Dragons
- 1953 Yomiuri Giants
- 1952 Yomiuri Giants
- 1951 Yomiuri Giants
- 1950 Shochiku Robins

## Sieger der Climax Series
- 2020 no Climax Series
- 2019 Yomiuri Giants
- 2018 Hiroshima Toyo Carp
- 2017 Yokohama DeNA BayStars
- 2016 Hiroshima Toyo Carp
- 2015 Tokyo Yakult Swallows
- 2014 Hanshin Tigers
- 2013 Yomiuri Giants
- 2012 Yomiuri Giants
- 2011 Chunichi Dragons
- 2010 Chunichi Dragons
- 2009 Yomiuri Giants
- 2008 Yomiuri Giants
- 2007 Chūnichi Dragons

## Statistik
| Team                | 1. Platz | 2. Platz |
| ------------------- | -------- | -------- |
| Yomiuri Giants      | 30       | 10       |
| Chūnichi Dragons    | 7        | 21       |
| Hiroshima Tōyō Carp | 6        | 6        |
| Yakult Swallows     | 6        | 3        |
| Hanshin Tigers      | 5        | 14       |
| Yokohama BayStars   | 2        | 4        |
| Shochiku Robins     | 1        | 0        |